# Чернівецький обласний державний музей народної архітектури та побуту
Черніве́цький обласни́й держа́вний музе́й наро́дної архітекту́ри та по́буту — музей просто неба у Чернівцях. Заснований відповідно до постанови уряду України від 19 липня 1977 року. 
Музей подібного профілю — один з небагатьох в Україні. Діють вони ще в Києві, Львові, Переяславі, Ужгороді.

## Історія й експозиція
Музей почали створювати 1977 року, а офіційно він відкрився 5 липня 1986 року. Форпроект (попередній проект) був розроблений Чернівецьким філіалом інституту «Діпроцивільпромбуд» (архітектор Г. Плегуца). Детальним проектуванням займалися архітектори музею. На створення музею багато зусиль доклали його перший директор, заслужений майстер народної творчості України, різьбяр Тарас Герцюк, проектант музею Панас Миколайчук, науковці Костянтин Павельчук і Василь Павлюк. 
Нині діюча експозиція складається з двох архітектурно-етнографічних зон: «Хотинщина» та «Західне Подністров'я» (9,3790 га). Планується спорудження ще двох зон: «Гуцульщина», «Прикарпаття» (6,4559 га) та археологічного сектора давньої Буковини. На території експозиції музею відтворено понад 35 архітектурних експонатів — характерних зразків народного зодчества другої половини XVII — першої половини XX ст. Серед них — житлові та господарські споруди (хати, комори, кошниці, карники, курники, стайня, стодола тощо), виробничі та громадські споруди (вітряки, кузня, корчма, сільська управа, церква, дзвіниця). Архітектурні пам'ятки доповнені традиційними інтер'єрами. У музеї відтворено також напівземлянку VIII ст. (старослов'янське житло) — перший археологічний об'єкт. Більшість споруд розташовано у сформованих садибах. Правдиво доповнюють пам'ятки відтворені інтер'єри. 2004 року збудували напівземлянку стовпового типу XVIII ст., обновили огорожу в експозиції «Західне Подністров'я». 
У фондах музею зберігається понад 8000 предметів основного та науково-допоміжного фонду. Серед них — народний одяг, тканини, селянські знаряддя праці і предмети побуту, меблі, посуд, вироби домашніх промислів і ремесел, твори декоративно-прикладного мистецтва, друковані видання, фотографії та інше. 
Планується збудувати полонинську стайню, водяний млин, ґражду та інші житлові й господарські споруди, церкву з дзвіницею, капличку, школу, гаті для сплаву лісу тощо. 
Музеєм проведено десятки стаціонарних та пересувних виставок, серед яких — «Декоративно-прикладне мистецтво Буковини», «Традиційний буковинський одяг», «Буковинські килими», «Буковинські ткані пояси», «Буковинська вишивка», «Бісер в народному одязі», «Шкіряні вироби буковинців», «Буковинський гончарний і дерев'яний посуд», «Буковинська скриня», «Буковинська писанка», «Народні музичні інструменти», «Культовий живопис Буковини», «Культові вироби з металу» та інші, на яких було представлено скарби музейних фондів. 

## Розклад роботи й контакти
Музей працює: 
- з 1 січня по 31 березня  — з 10.00 до 18.00;
- з 1 квітня по 31 жовтня  — з 10.00 до 20.00;
- з 1 листопада по 31 грудня  — з 10.00 до 18.00.

БЕЗ ВИХІДНИХ. Другий вівторок місяця - День відкритих дверей.
Розташований за адресою: м. Чернівці, вул. Світловодська, 2.